# Affentag
Der Affentag ist ein international begangener, aber inoffizieller Feier- und Gedenktag, der alljährlich am 14. Dezember begangen wird. Er wurde im Jahre 2000 von den Kunststudenten Casey Sorrow und Eric Millikin an der Michigan State University begründet und propagiert.
Der Tag feiert Affen und alle „äffischen Dinge“ („all things simian“), insbesondere aber nichthumane Primaten wie echte Affen, Halbaffen und Menschenaffen. Er wird weltweit gefeiert und ist im englischsprachigen Raum auch als World Monkey Day oder International Monkey Day bekannt.
Der Affentag ist Anlass für Veranstaltungen in Zoos und Tierparks, Kunstausstellungen, Spendensammlungen (insbesondere für Umwelt- und Primatenschutz) und Partys. Am 14. Dezember 2005 wurde die Neuverfilmung King Kong von Peter Jackson uraufgeführt.
Des Weiteren wird an die Gefährdung einzelner Affenarten erinnert.